# Shela
Shela è un singolo del gruppo musicale statunitense Aerosmith, il secondo estratto dall'album Done with Mirrors del 1985.
Si tratta del primo singolo estratto dall'album per essere commercializzato negli Stati Uniti, a differenza del precedente Let the Music Do the Talking, semplice singolo promozionale radiofonico. Per Shela non fu realizzato alcun videoclip.

## Tracce
1. Shela – 4:32
2. Gipsy Boots – 4:13

## Formazione
- Steven Tyler - voce
- Joe Perry - chitarra solista, cori
- Brad Whitford - chitarra ritmica
- Tom Hamilton - basso
- Joey Kramer - batteria

## Classifiche
| Classifica (1985) | Posizione massima |
| ----------------- | ----------------- |
| Stati Uniti       | 20                |